# Heinrich von Srbik
Heinrich Ritter von Srbik (Viena, 10 de noviembre de 1878-Ehrwald, 16 de febrero de 1951) fue un historiador y político austríaco.

## Biografía
Nacido el 10 de noviembre de 1878 en Viena, imperio austrohúngaro, estudió en la universidad de la ciudad. Ejerció de ministro de Educación entre el 16 de octubre de 1929 y el 25 de septiembre de 1930 en un gobierno Schober.
Profesor de la Universidad de Viena, fue defensor de un historicismo pangermánico y del Anschluss. Sbrik, que se unió al Partido Nazi tras la incorporación en 1938 de Austria a Alemania, falleció el 16 de febrero de 1951 en Ehrwald, Tirol.